# Konstancie Aragonská (1318–1346)
Konstancie Aragonská (1318–1346, Montpellier) byla sňatkem s králem Jakubem III. mallorskou královnou. Narodila se jako nejstarší dcera Alfonse IV. Aragonského a jeho první manželky Teresy d'Entença.
Jakub III. si přál mít přátelské vztahy s Aragonií, a tak se 24. září 1336 v Perpignanu oženil s Konstancií. V roce 1342 odmítl složit přísahu Konstanciinu bratrovi, Petrovi IV. Aragonskému.
Konstancie měla s Jakubem dvě děti:
- Jakub IV. Mallorský (1336–1375), pretendent mallorského trůnu
- Isabela Mallorská (1337–1406), pretendentka mallorského trůnu
⚭ 1358 Jan II. z Montferratu (5. února 1321 – 19. března 1372), markrabě z Montferratu
⚭ 1375 Konrád z Reischachu a Jungnau

V krátké válce (1343–1344) byl Jakub (a údajně i Konstancie) z Mallorky vyhnán Petrem, který připojil Baleáry k Aragonské koruně.
O dva roky později Konstancie zemřela v Montpellier. Jakub se následujícího roku znovu oženil s Jolandou Vilaragutskou.